# Мамм
Мамм (чечен. Мамм) – участник Кавказской войны на стороне имама Шамиля, один из немногих, кто до конца оставался рядом с Шамилем  во время битвы при Ахульго. Отец наибов  Хозы и Хоты из Гендергена.
| Правнук Мамма — Кехурса Темиргиреев | Праправнук Мамма — Элдар-Хаджи Юсупов |  |

## Биография
Когда Шамиль возглавил народно-освободительную борьбу горцев Дагестана в 1834 году, примкнул к этому движению и воевал на его стороне в Дагестане. Как утверждает дагестанский историк М. Гамзаев, Мома также принимал непосредственное участие в Битве при Ахульго и был одним из немногих, кто сражался рядом с Шамилем до конца в те дни. В 1851—1857 годах сыновья Момы — Хату и Хоза наибствовали в Аухе.